# 白河堡水库
40°38′48″N 116°10′49″E / 40.64655°N 116.1802531°E
白河堡水库是中国北京市延庆县香营乡境内的一座县管中型水库，位于白河上。北京市海拔最高的水库。

## 技术概貌
水库正常库容为6920万立方米，集雨面积为2657平方千米，海拔为587.6米。
水库控制流域面积（云州水库至白河堡水库之间）2657平方公里，设计总库容为9060万立方米。白河堡水库按百年一遇洪水设计。千年校核。主要建筑物有大坝、溢洪道、输水隧洞、泄洪洞、南北干渠等。白河是北部山区的主要过境河流，县境内河道长度55公里，境内流域面积828.1平方公里，较大支流有黑河、红旗甸河、菜食河。
输水隧洞洞身为无压城门洞型，进口底槛高程578.00米，出口底槛高程567.07米，洞长为7090米，横截面城门洞形，宽2.9米，高3.84米，最大泄水量20立方米/秒。
溢洪道有4孔闸门，均为弧形，最大泄水断面为672平方米，进口底槛高程587.60米，闸顶高程599.60米，溢洪道最大泄水量3800立方米/秒。
泄洪洞洞身为无压城门洞型，洞长360.15米，进口底槛高程576.40米，出口底槛高程562.77米，最大泄水量157立方米/秒。
多年平均入库径流量1.09亿立方米。输沙量74万吨。库区淤积严重，已经威胁到输水洞入口。

## 历史
由于延庆川区历来干旱，30万亩农田没有灌溉水源，为解决灌溉问题，1958年制定规划方案，由于文革原因直到1970年9月“农业学大寨、学习红旗渠精神”动工兴建，1970年延庆县委发出：“全县人民总动员，团结治水同心干”的号召，浩浩荡荡的“水利大军”开赴工地。搭建工棚、支锅造饭；自制工具、自制炸药；开始了延庆县最大的水利工程的建设。当时，工程是否应该上马的争议不断，因为截了密云水库的水源、跨流域调往延庆川区和官厅水库是否合理，国家水行政主管部门一直有异议。而且密云水库库容极大（43亿立方米），再修白河堡水库是否必要。工程每年仅能筹得200万元建设经费，只够开凿砌护输水隧道费用。输水隧道最深的6号竖井深124米。经6年开凿，1976年5月输水隧洞召开贯通大会，上万人参会。白河之水沿临时引水渠，穿过输水隧洞，跨流域流入延庆川地，使当时川区5000余亩农田得到了灌溉，实现了延庆县人民引白河水的梦想和夙愿。又经过2年护砌，历时8年终于开凿通7090米的输水隧洞。1978年转入修筑大坝、溢洪道、泄洪洞工程。但这时异议又起，认为水库可以不建，仅无坝引水就可以。工程下马。1981年北京经历最极端干旱，京西工业用水遭到特重威胁。北京市人民政府与水利部协商达成共识，把上马白河堡水库工程列为1981年北京三项应急供水工程之一。历时2年填筑了103.5万立方米的拦河大坝。国家调配大批机械化施工设备，为北京历史上机械化施工程度最高的土坝。历时9年开挖浇筑了泄水断面为576平方米的溢洪道。1983年7月1日大坝竣工拦洪蓄水。
从1976年至1990年，白河堡灌区历时14年修建了南干渠长54km，北干渠长24km，向官厅水库补水的7km补水渠。1985年至1986年建成南干渠从西二道河至臼石的输水隧道利用德胜口沟输水至十三陵水库。4条干渠总长92.12km。每年向延庆川区提供3000-4000万立方米灌溉用水，为官厅水库、十三陵水库补水1.2亿立方米。
1986年，修建大坝护堤坝，有效的保护了坝基的安全。1987年，修建二级电站。1987年获国家优质工程银质奖。
2005年，维修改造了泄洪洞、溢洪道启闭设施。对闸门进行了防腐处理，安装了闸门启闭自动化系统，实现闸门自动化控制。2010年疏通了2个大坝观测孔。弥补了大坝绕渗资料的空缺，为大坝的安全运行提供了技术支撑。2011年对北坝头观测场进行了改造，修建130米长的钢结构防护栏、增设了观测机位的防护网、铺设了140米观测道路，保障了工程观测人员的人身安全。2012年对输水隧洞检修闸门进行了维修。确保了输水隧洞的安全运行。